# 間宮佑圭
間宮佑圭（日语：／ Mamiya Yuka，1990年4月3日—），日本女子籃球運動員，效力於JX-ENEOS向日葵，主要位置為大前鋒。

## 經歷
- 大田區立梅田小學校（梅田小迷你籃球（日语：ミニバスケットボール）） - 東京成德大學中學校 - 東京成德大學高等學校 - JX-ENEOS向日葵（2009年－）

## 日本代表經歷
- 2007年亞洲U18青年女子籃球錦標賽
- 2008年亞洲U18青年女子籃球錦標賽
- 2009年U19世界青年女子籃球錦標賽
- 2009年東亞運動會
- 2010年亞洲運動會
- 2011年亞洲女子籃球錦標賽
- 2012年夏季奧林匹克運動會女子籃球資格賽
- 2013年東亞運動會
- 2013年亞洲女子籃球錦標賽
- 2014年世界女子籃球錦標賽
- 2015年亞洲女子籃球錦標賽[1]

## 外部連結
- 間宮佑圭 - JX-ENEOSサンフラワーズ （日語）
- 間宮佑圭 - WJBL （页面存档备份，存于） （日語）